# Wymysłów (Słaboszów)
Pour les articles homonymes, voir Wymysłów.
Wymysłów est une localité polonaise de la gmina de Słaboszów, située dans le powiat de Miechów en voïvodie de Petite-Pologne.